# 隆興紅十字博愛學校
隆興紅十字博愛學校位於中華人民共和國四川省雅安市蘆山縣，於2008年汶川大地震後，於2010年由香港特別行政區政府援助興建，於2011年6月竣工。隆興紅十字博愛學校容納18班、800名學生。

## 建築
隆興紅十字博愛學校按照可以抵抗八級地震的標準而興建，設施包括教學大樓、學生宿舍及運動場等等。

## 歷史
於2013年雅安地震過後，蘆山縣不少樓宇都損毀，不少更加倒塌，隆興紅十字博愛學校亦承受輕微損毀，然而相對地完好，被成都軍區徵用作為駐紮地點之一。